# Васька Ілієва
Васька Ілієва (мак. Васка Илиева; 21 грудня 1923, Чаїр, Скоп'є — 4 травня 2001, Скоп'є, Північна Македонія) — македонська співачка.

## Біографія
Васька Ілієва народилася 21 грудня 1923 року в Чаїрі, Скоп'є. Кар'єру співачки та танцівниці вона розпочала на початку 1950-их років у державному ансамблі народної пісні та танцю «Танець» (мак. Танец). Васька здобула популярність на території Македонії, в колишній Югославії, на Балканах та у македонській діаспорі. Її називали «Королевою» традиційної народної музики Македонії.
Васька Ілієва виступала у Європі, Америці та Австралії, де є велика македонська спільнота. У її репертуарі було понад 800 пісень.
Вона померла 4 травня 2001 року в Скоп'є.

## Дискографія
- «Dojdi, Libe, Do Večer» (1971)
- «Koj Što me Čue Da Peam» (1977)
- «Zemljo Makedonska» (1977)
- «Васка Илијева — Глоговац» (1980)
- «Pusta Mladost Brgu Pominuva» (1984)
- «Македонски Незаборавни Песни И Староградски Бисери» (1995, разом із Нікола Бадев, Оркестар Цорлеві)
- «Тага За Роден Крај» (1996)
- «Имала Мајка» (1996)
- «Legend Of Macedonian Folk Song» (1996)[2]